# Alí Cañas
José Alí Cañas Navas, más conocido como Alí Cañas (Mérida, Estado Mérida, Venezuela; 19 de junio de 1960), es un exfutbolista y entrenador venezolano. Se destaca por ser el único venezolano en participar en una Copa Mundial de Fútbol, siendo asistente del director técnico de la Selección de Ghana durante la Copa Mundial de Fútbol de 2006, realizada en Alemania, también es el único venezolano en dirigir una selección en un mundial.

## Trayectoria

### Como jugador
Se desempeñó como jugador en Estudiantes de Mérida entre 1976 y 1980, y luego en 1987. También estuvo con la Universidad de Los Andes en 1985 y 1986.

### Como entrenador

#### Liga Venezolana
Alí Cañas posee una amplia trayectoria como director técnico en Venezuela. En 1998 asistió al serbio Ratomir Dujković como entrenador del Atlético Zulia, que ese año se proclamó campeón, forjándose una gran amistad entre ambos entrenadores. En el año 2003 se alzó con el Torneo Apertura, dirigiendo al Unión Atlético Maracaibo. También dirigió al Monagas SC en el Torneo Apertura 2007, logrando ubicar al conjunto monaguense en los primeros lugares de la tabla. Sin embargo, a pesar de los buenos resultados, diferencias con la junta directiva del club provocaron su salida. En abril de 2008 la directiva del equipo Mineros de Guayana solicitó sus servicios, con el fin de revertir los malos resultados conseguidos en el inicio del Torneo Clausura 2008; casualmente, su partido debut frente a Mineros de Guayana fue contra su anterior club, el Monagas SC. Sin embargo, fue removido de su cargo el 23 de septiembre de 2008, debido a no obtención de resultados positivos en las 6 primeras fechas del Torneo Apertura 2008.
Actualmente, vuelve a dirigir al Monagas SC para el Clausura 2010, luego de una pasantía por el Estrella Roja FC en el año 2009. En el 2014 es el asistente técnico de Rafa Santana en el ACD Lara equipo al cual termina dirigiendo tras la salida de Santana. Luego se va al Yaracuyanos fc pero al finalizar la temporada dejó de ser el DT de Yaracuyanos.

#### Selección de Fútbol de Venezuela
Cañas ha prestado sus servicios como asistente técnico a la Selección de Venezuela durante varios años. Fue asistente de Dujkovic desde que el serbio se ocupó de la selección entre 1992 y 1995, años en los que se celebró la Copa América 1993 en Ecuador y las eliminatorias mundialistas para el Mundial de Estados Unidos 1994.
Trabajó junto a Eduardo Borrero en la Copa América 1997 en Bolivia y las eliminatorias mundialistas del Mundial de Francia 1998, además de con el fallecido José Omar Pastoriza, que dirigió a Venezuela en la Copa América de 1999 en Colombia y parte de las eliminatorias mundialistas para la cita de Corea del Sur y Japón 2002.

#### Internacional
Integró parte del cuerpo técnico del seleccionado de Ghana, con en el cargo de asistente técnico, durante la celebración de la Copa Africana de Naciones 2006 y la Copa del Mundo, en Alemania 2006, junto a su exjefe en La Vinotinto, Dujkovic. Al ser invitado por combinado ghanés a la Copa Mundial, comentó: "Tengo una enorme alegría por poder estar en la máxima cita del fútbol mundial. Estoy feliz porque un técnico campeón intercontinental de clubes, técnico del año en África, me tome en cuenta".
El seleccionado Ghanés participó por primera vez en un Mundial y gracias a su buen desepeño logró clasificarse para la segunda ronda, a pesar de estar en grupo considerado como el Grupo de la muerte, el E, junto a República Checa, Estados Unidos e Italia.
En octavos de final Ghana se enfrentó a Brasil, siendo eliminado por estos, con un marcador de (3:0), este partido fue dirigido por Ali Cañas.

## Clubes

### Como jugador
| Club                     | País        | Año       |
| ------------------------ | ----------- | --------- |
| Portuguesa               | { Venezuela | 1976      |
| Estudiantes de Mérida    | Venezuela   | 1976-1980 |
| Universidad de Los Andes | Venezuela   | 1985-1986 |
| Estudiantes de Mérida    | Venezuela   | 1987      |

### Como asistente
| Club                             | País      | Año       | Entrenador Titular  |
| -------------------------------- | --------- | --------- | ------------------- |
| Selección de fútbol de Venezuela | Venezuela | 1992-2000 | Víctor Pignanelli   |
| Selección de fútbol de Venezuela | Venezuela | 1992-2000 | Ratomir Dujković    |
| Selección de fútbol de Venezuela | Venezuela | 1992-2000 | Lino Alonso         |
| Selección de fútbol de Venezuela | Venezuela | 1992-2000 | Rafael Santana      |
| Selección de fútbol de Venezuela | Venezuela | 1992-2000 | Eduardo Borrero     |
| Selección de fútbol de Venezuela | Venezuela | 1992-2000 | José Omar Pastoriza |
| Atlético Zulia                   | Venezuela | 1998      | Ratomir Dujković    |
| Estudiantes de Mérida            | Venezuela | 2001-2002 | Ratomir Dujković    |
| Estudiantes de Mérida            | Venezuela | 2001-2002 | Santiago Escobar    |
| Selección de fútbol de Ghana     | Ghana     | 2006      | Ratomir Dujković    |
| ACD Lara                         | Venezuela | 2014-2015 | Rafael Dudamel      |

### Como entrenador
| Club                     | País      | Año       |
| ------------------------ | --------- | --------- |
| Monagas                  | Venezuela | 1998      |
| Unión Atlético Maracaibo | Venezuela | 2003      |
| Monagas                  | Venezuela | 2003-2005 |
| Monagas                  | Venezuela | 2007      |
| Mineros                  | Venezuela | 2008      |
| Estrella Roja            | Venezuela | 2009      |
| Monagas                  | Venezuela | 2010-2011 |
| Yaracuyanos              | Venezuela | 2012-2013 |
| ACD Lara                 | Venezuela | 2016-2017 |
| Zamora                   | Venezuela | 2017-2019 |
| Portuguesa               | Venezuela | 2020-2022 |
| Estudiantes de Mérida    | Venezuela | 2023      |
| Zamora                   | Venezuela | 2024-Act. |